# Румен Гълъбинов
Румен Гълъбинов Гълъбинов е български икономист и финансист. През 2002 година Гълъбинов става първият председател на Агенцията по застрахователен надзор, а през 2003 година – заместник-председател на новоучредената Комисия по финансов надзор (КФН).

## Биография
Роден е на 26 август 1966 година в Бургас. Завършва магистър по Икономика в Университет за национално и световно стопанство (УНСС) в София. Придобива следдипломна квалификация по Банков рисков мениджмънт от Университета на Джорджтаун, Вашингтон, САЩ, както и от Университет Сейнт Джон, Колеж по застрахователен и рисков мениджмънт, Ню Йорк и Университета Ексетър, Англия. Притежава професионални квалификации по застрахователен и рисков мениджмънт и пазари на ценни книжа от Германия и Англия. 

### Кариера
През 2002 година е генерален директор на Агенцията по застрахователен надзор. През 2003 година Румен Гълъбинов е а заместник-председател на Комисията по финансов надзор към Министерство на финансите.
Работи и членува в управителните съвети на международни застрахователни компании от България, Австрия и САЩ. 
През 2015 година Румен Гълъбинов е кандидат за общински съветник в София с номер 7 в листата на Зелените и кандидат за кмет на район Подуяне. По това време е Регионален мениджър на международната компания IUC, Турция.
Румен Гълъбинов е кандидат в президентските избори в България през 2016 година, заедно с Веска Атанасова Волева, кандидат за вицепрезидент. Двамата са регистрирани като независими кандидати, подкрепени от Инициативен комитет. Гълъбинов поставя като основни цели борбата с корупцията и повдигането на дебат по икономически теми в парламента.
Гълъбинов е член на Стратегически съвет към президента Румен Радев от 2019 година.

## Семейство
Румен Гълъбинов е женен и има четири деца – две момичета и две момчета.